# ピンキーちゃん (漫画)
『ピンキーちゃん』は、1968年から1969年にかけて『少女フレンド』に連載されていた古谷三敏の漫画作品。連載当時のタイトルは『おじゃまします ピンキーちゃん』。

## 内容
イチダースホームという名の孤児院（児童養護施設）を舞台に展開するギャグマンガ。当初は毎回ピンキーが里親に貰われるものの何らかの理由でイチダースホームに出戻り、園長先生に励まされるといった内容であったが、やがてイチダースホームそのものが舞台となり、ピンキーとその仲間達が繰り広げる日常ギャグ作品となった。

## 登場人物
ピンキー巻き毛の孤児。顔は三枚目だが性格は明るく、おっちょこちょいで食いしん坊のところがあるものの、いたって普通の女の子。里親希望の者は多いが、何故かいつもイチダースホームに戻ってきてしまう。孤児仲間のリーダー的存在。
ヒナコおさげ髪で背の低い少女。イチダースホームの仲間でピンキーのけんか友達。男言葉で一人称は「おれ」。母の形見のシャベルを片手に持ち、気に入らない事があるとこれを振り回す暴れん坊だが、心優しく困った人を見ると放って置けない面も。
若林若太郎途中からイチダースホームに入る男児。元々お坊ちゃまらしく、舌足らずではあるが知的な面があり、また常識を重んじるところがある。結構力が強い。
園長先生丸顔で温厚な性格の中年男性。ピンキー達の親代わり。

## 備考
- 児童養護施設が舞台で、孤児が主人公ではあるが暗さは一つもない。同じ古谷三敏が手掛けた少女漫画でかつ孤児が主人公でも悲惨さを売り物にした「母恋い千鳥」（1975年、『月刊プリンセス』掲載。「ダメおやじ」の少女版とされる）とは路線を異にする。なお、ヒナコが主役になる回では人情物の一面もある。
- 「ピンキー」は当時人気絶頂であったアイドル歌手・今陽子のニックネームでもあるが、本作とは全く何の関連もない。また「イチダースホーム」の名は大磯に実在する児童養護施設「エリザベス・サンダースホーム」からきている。
- 曙出版から1971年に「フジオプロ作品集 ピンキーちゃん」として単行本が刊行された（全1巻。ただし既に絶版。同時収録は「魔子ちゃん」、「妖怪少女ガイ子ちゃん」、「野生のエルちゃん」）。